# La Petite République (film)
Pour les articles homonymes, voir La Petite République (homonymie).
 (juillet 2025).
Pour plus de détails, voir Fiche technique et Distribution.
La Petite République est un court métrage français réalisé par Victor Vicas, sorti en 1947, commande du Plan Marshall.

## Fiche technique
- Titre : La Petite République
- Titre international : The Children’s Republic
- Producteur : Henri Lavorel
- Assistant Réalisation : Jean-Jacques Languepin
- Scénario : Norman Borisoff
- Commentaire : Jean George Auriol
- Cadreur : Paul Fabian
- Musique : Claude Arrieu, dirigée par André Girard
- Société de production : Le Monde en images
- Directeur de Production : Jaqueline Jacoupy
- Pays :  France
- Format : Noir et blanc - 1,37:1 - Mono
- Durée : 17 minutes
- Genre : film social
- Date de sortie : 1947

## Fiche artistique
- Madeleine Carroll
- Avec le concours de tous les enfants de la République de Sèvres